# Cyclosodes flavicostata
Cyclosodes flavicostata är en fjärilsart som beskrevs av George Francis Hampson 1901. Cyclosodes flavicostata ingår i släktet Cyclosodes och familjen björnspinnare. Inga underarter finns listade i Catalogue of Life.